# Sándor Petőfi
Sándor Petőfi (Kireš, 1. siječnja 1823. – kod Segesvára, 31. srpnja 1849.), mađarski pjesnik i revolucionar.

## Život
Bio je oduševljeni pristalica revolucije i republikanac po uvjerenju. Kršteno ime ovog mađarskog pjesnika je Aleksandar Petrović, što je on poslije "preveo" na mađarsko ime pod kojem ga poznajemo. Otac mu je bio Istvan (Stevan) Petrović, srpskog podrijetla, a majka Slovakinja Mária Hrúzová.
Godine 1848. došao je na čelo peštanske omladine i postao glavni ideolog mađarske revolucije. Uskoro Petőfi dolazi u sukob s plemićkom mađarskom vladom. Pjesme je počeo objavljivati još kao gimnazijalac, a vrlo brzo je postao najpopularniji mađarski pjesnik. Pisao je također novele i romane. 
U mladosti je dosta lutao po Mađarskoj dok se nije smjestio u Pešti. Služio je vojsku do 1841. kada se razbolio.  Školski je prijatelj s velikim novelistom Mórom Jókaijem. Godinu dana je radio kao urednik Peštanskog modnog lista (Pešti Divatlap). 
Poginuo je u bitki kod Segesvára (danas Sigishoara, Rumunjska). Nakon njegove smrti u Mađarskoj se stvara širok kult Petőfija. Prevođen je na gotovo sve poznatije jezike.

## Djelo
U njegovoj poeziji javljaju se osjećajnost, čežnja i svjetska bol. Još kao mladi autor ostvaruje liriku čiji je cilj prirodno i neposredno izražavanje doživljaja,  ruši pregradni zid između pjesnika i publike, pred čitatelja staje kao osjećajna ličnost. Raspoloženja prikazuje na dramski način, rječnik i elementi forme su u svojoj neposrednosti podređeni sadržaju. Od kolektivne narodne poezije preuzeo je poetiku i podigao je na umjetnički nivo. Nije „narodnjak“ kao njegovi prethodnici jer se ne „spušta“ do naroda nego se poistovjećuje s njim, stvara u duhu narodnog načina mišljenja, ali svojom punom ličnošću prožima naivno shvaćanje. Koristi malo karakterističnih sredstava narodnjaštva (dijalektalizmi, izreke). 
Prvim periodom njegova stvaralaštva dominira narodna pjesma koja brzo postaje popularna. Piše i autoportretne pjesme u kojima jasno izlaže svoje ideale i karakterne crte: nepokvarena, čista duša, nezavisnost, iskrenost. Protivi se uzvišenom pjesničkom stavu i svečanoj pozi tadašnje lirike, proze i epike.
1844. piše svoje prvo značajno djelo Vitez Janos. To je bajka u stihovima čiji su glavni junaci marginalci koji se bore za opstanak u surovoj stvarnosti.
Nakon što upoznaje svoju ženu Juliju i ženi je 1847. godine njegova lirika poprima nove karakteristike: obogaćuje lirsku tematiku na obiteljske teme, ali ostaje kod pripadnosti životu i društvu. Osjećaje razvija u okvirima empirizma i iz njegove lirike se mogu iščitati društvena i osobna zbivanja koja su ga pratila kroz život. Spektar emocija je vrlo bogat: od lakog poigravanja do zanosa agitativne strasti. To je realistična lirika jer se u njoj umjetničkim sredstvima izražavaju sadržaj, ideje i emocije.

## Doba revolucije
Njegov pjesnički aktivizam počinje prije revolucije pripremom, a doživljava vrhunac za vrijeme same revolucije. Prijelomna točka je ožujak 1848. godine. Napisao je „Nacionalnu pjesmu“ (Nemzeti dal), budnicu, koju su njegovi istomišljenici recitirali poput revolucionarnog proglasa. Petőfi postaje vrlo nepopularan u plemićkim krugovima. Pjesmom "Apostol" (1848) skreće pažnju na socijalni karakter revolucije i mržnju spram neprijatelja naroda. Krajem 1848. u revoluciju se uključuje kao kapetan i krajem 1849. biva izboden u dolini između Fehéregyháze i Segesvára.

## Neke od najpoznatijih pjesama
- Az alföld (1844)
- János vitéz (1845)
- A Tisza (1847)
- A puszta, télen (1848)
- Az apostol (1848)
- Nemzeti dal (1848)
- Európa csendes, újra csendes… (1849)

## Spomenik u Zagrebu
U Zagrebu je postavljen spomenik u čast Sándoru Petőfiju na poticaj Mađarskog kulturnog društva "Ady Endre" a dar je grada Budimpešte Zagrebu.
Na njemu su njegovi stihovi koji svjedoče o njegovim revolucionarnim uvjerenjima:
"Slobode, ljubavi
Njih meni fali,
Za ljubav ću i život
Dati
Za slobodu i ljubav
žrtvovati."
Njegova djela je još 1914. na hrvatski jezik preveo Bela Horvat.